# Enbata (hebdomadaire)
 (novembre 2022).
Pour les articles homonymes, voir Enbata.
Enbata est un hebdomadaire politique basque paraissant depuis 1961 à Bayonne. Il est rédigé majoritairement en français, mais publie aussi en basque. D'abord mensuel de février-mars 1961 à octobre 1968, il est paru sans interruption, excepté un mois d'interdiction en janvier 1974 par le gouvernement français et en 1978 pour des raisons financières. Après avoir été une publication de combat, militant pour l'indépendance du Pays basque français et espagnol jusqu'en 1974, il a adopté un ton plus journalistique et se définit comme abertzale (patriote en basque) et progressiste. Il déclare tirer à plus de 1000 exemplaires.

## Histoire
Il paraît d'abord en septembre 1960 sous le titre Embata comme une nouvelle version du bulletin de l'Association  des étudiants basques de Bordeaux. Un an et cinq numéro plus tard, à la suite d'une plainte d'anciens membres de l'Association, le titre est modifié en Enbata et la numérotation repart depuis le numéro 1.
En 1968, au moment de devenir hebdomadaire, il ne présente que quatre pages. Le ton est généralement polémique et pamphlétaire. Du fait de six articles qui attaquent la police ou ses dirigeants, il est poursuivi par différentes instances de l'État. En juin 1973, le journal est lourdement condamné et son directeur de publication écope de trois mois de prison avec sursis.
Des ressources sont cependant mobilisées pour en faire un journal plus étoffé.

Peu de temps après le renouvellement, c'est une interdiction de paraître qui est rendu effective fin janvier 1974, mais le Conseil constitutionnel l'annule, car il dit que le fait de publier un discours séparatiste relève de la liberté d'opinion.
En 1975, la rédaction adopte une optique plus informative, avec le souci, de faire une place à différentes opinions existant au sein du mouvement abertzale, mais il tient à rester un journal d'opinion.
En 1978, un brève interruption de la publication est due à des problèmes financiers qui sont résolus par un appel de fonds.
En 1987, quatre personnalités différentes expriment leurs opinions chaque semaine dans une tribune libre.
En 1995, Enbata ayant, à la suite d'autres journaux comme Le Canard enchaîné, reproduit le témoignage d'un policier espagnol montrant les liens entre la police française en Pays basque et les tueurs du GAL, le commissaire de police Cathala le poursuit en diffamation et obtient, dans un premier temps, 320 000 francs de dommages et intérêts. Diverses déclarations prouveront[réf. souhaitée] que des truands français, appuyés par des policiers espagnols et français ont assassiné ou blessés (27 morts), sous la signature inventée du GAL, des réfugiés politiques espagnols et seront condamnés pour cela.
En janvier 2006, quatre pages, titrées Alda !, sont ajoutées aux huit habituelles, grâce à un partenariat conclu avec la Fondation Manu Robles-Aranguiz.
Depuis 2020, Enbata est membre de la fondation Coppieters, une organisation européenne basée à Bruxelles.
Tout au long de l'année 2020, Enbata évoque ses soixante ans d'existence en débutant par un article de Jakes Abeberry,.

## Politique éditoriale
L'hebdomadaire se veut le reflet du « mouvement abertzale » en Pays basque nord, avec un regard attentif de la politique française[source secondaire souhaitée].
Les éditos sont, et ce depuis plus de 30 ans[Quand ?], pratiquement tous rédigés par Jakes Abeberry[source secondaire souhaitée].
Bien qu'il y ait été publié de nombreux écrits du parti politique Enbata (créé en avril 1963), le journal s'est défendu d'en avoir été l'organe. Le Conseil constitutionnel qui l'a confirmé annulera l'interdiction de paraître prononcée en janvier 1974, en même temps que l'interdiction du mouvement politique homonyme.
Il déclare, sur son site, que « sa ligne éditoriale est fédéraliste, européenne, humaniste et en faveur des pratiques politiques usant des voies démocratiques ».
Depuis le processus Lizarra-Garazi début des années 2000, jusqu'à la fin d'ETA en 2011, Enbata était le relais de la gauche basque opposée à la lutte armée, par éthique ou la jugeant contre-productive du point de vue stratégique[source secondaire souhaitée].